# 熊本白川教会
熊本白川教会（くまもとしらかわきょうかい）は、熊本県熊本市中央区にある、メソジスト系の日本基督教団の教会である。
1883年、メソジスト教会の宣教師ロングと飛鳥賢次郎が熊本通町で借家を借り、12月23日より伝道を開始した。1884年3月29日に教会を創立する。
1893年3月25日に敷地を購入し、12月16日に新会堂を献堂する。1908年に川瀬小太郎が牧師になる。1924年、メイベル・リー宣教師が王栄教会幼稚園を設立した。
1941年に日本基督教団所属になり、熊本三年坂教会と改称する。1945年、教会堂と牧師館を焼失する。その後、王栄幼稚園で礼拝を行う。1949年、教会敷地を売却し、宣教師館跡に新会堂を建設する。1950年、熊本白川教会と改称する。